# Rebecca Mader
Rebecca Mader (Cambridge, 24 d'abril del 1977), nascuda com a Rebecca Leigh Mader, és una actriu, model i escriptora anglesa.
Va treballar com a model a Nova York durant un any i va aparèixer a anuncis per a L'Oreal, Colgate i Wella Hair.
Va iniciar la seva carrera a principis dels 2000, amb papers secundaris puntuals en sèries de televisió i en pel·lícules de gènere com el film de terror Eyes 21 (2003) i la comèdia El diable es vesteix de Prada (2006), que la va donar a conèixer.
És coneguda també pel seu paper a la pel·lícula Iron Man 3 (2013) i la sèrie de televisió Lost (2004), a la qual es va incorporar l'any 2008 interpretant Charlotte Lewis.
L'any 2016 es va casar amb Marcus Kayne. Fins al 2008 havia estat casada amb Joe Arongino.
Amb 14 anys de carrera, ha treballat en 11 pel·lícules i 16 sèries,

## Filmografia[4]

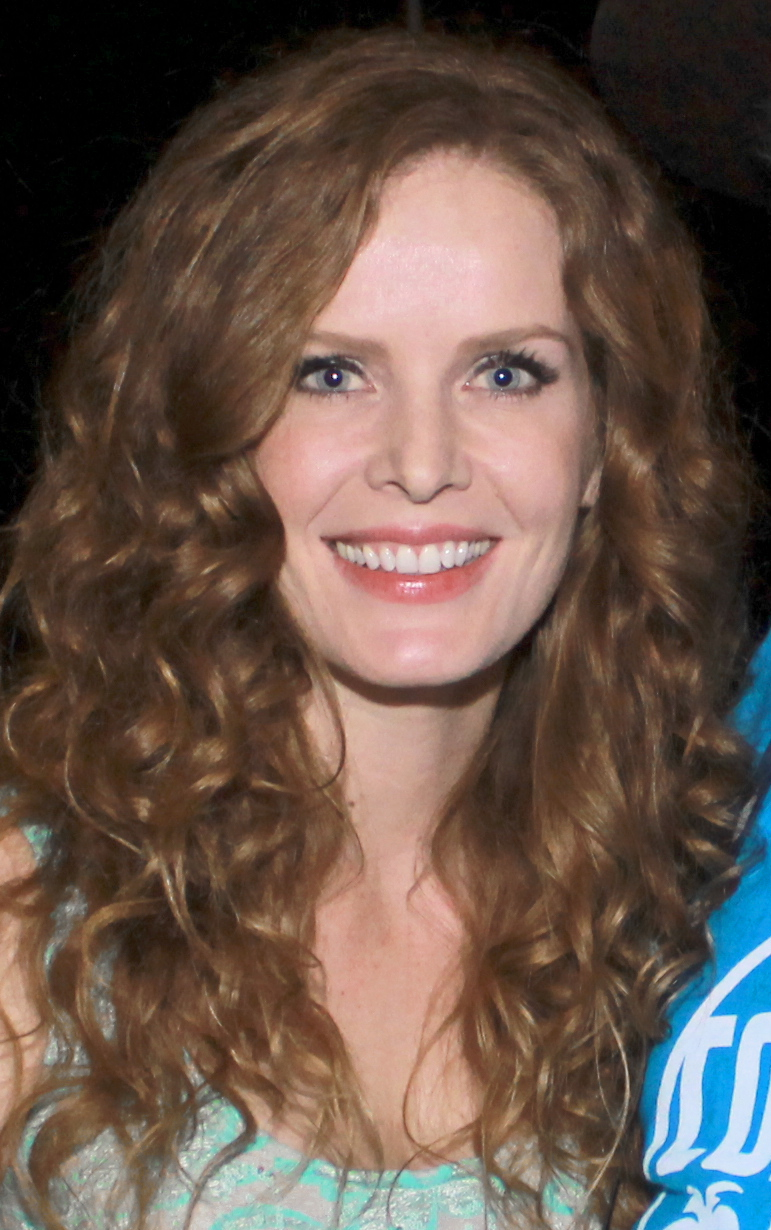
Rebecca Mader en la Magic City ComicCon, gener del 2015

- Once Upon a Time (2014) Zelena, la Bruixa Dolenta de l'Oest (the Wicked Witch)
- Warehouse 13 (2014) - Lisa Da Vinci
- Iron Man 3 (2013) - Sweat Shop Agent
- Drop Dead Diva (2013) - Mistress Robin
- 30 Rock (2012)- (1 episodi)
- White Collar(2012) - Episodi 4x05: Honor Among Thieves
- Fringe(2012) - Episodi 4x21: Brave New World Parte 1
- Work It (2012) - Grace Hudson
- Aim High (2011) - Ms Walker
- Alphas(2011) - Episodi 1X09: Blind Point
- Amics amb dret a alguna cosa més  (2011) - Ariel
- Covert Affairs (2011) - Franka
- No ordinary family(2011) - Victoria Morrow
- Law & Order: Los Angeles (2010) - Rebecca Townley
- Ring of Deceit (2009) - Madison Byrne
- Els homes que miraven fixament a les cabres (2009) - Debora Wilton
- Lost (2008 - 2010) - Charlotte Lewis
- The Rainbow Tribe (2008) - Señora Murray
- Justice (2006 - 2007) - Alden Tuller
- Private Practice (1 episodi, 2007) - Leslie
- Great World of Sound (2007) - Pam
- Mr. and Mrs. Smith (1 episodi, 2007) - Jordan
- El diable es vesteix de Prada (2006) - Jocelyn
- Hitch, especialista a lligar (2005) - Kim
- Samantha: An American Girl Holiday (2004) - Aunt Cornelia
- Mimic: Sentinel (2003) - Carmen
- Replay (2003) - Belinda Brown
- All My Children (2003) - Morgan Gordon
- Madigan Men (2000) - Kim

## Discografia
Cantà la cançó "Kinda Kinky" de l'àlbúm del mateix nom, del DJ Ursula 1000 (Alex Gimeno) el 2002 (escrit per Alex Gimeno i Dr. Luke)